# الحمالية (عبس)

تعديل مصدري - تعديل

الحمالية هي إحدى قرى عزلة قطبة بمديرية عبس التابعة لمحافظة حجة، بلغ تعداد سكانها 292 نسمة حسب تعداد اليمن لعام 2004.